# Villars-Mendraz
Villars-Mendraz (toponimo francese) è una frazione di 193 abitanti del comune svizzero di Jorat-Menthue, nel Canton Vaud (distretto del Gros-de-Vaud).

## Storia
Già comune autonomo che si estendeva per 1,55 km², nel 2011 è stato accorpato agli altri comuni soppressi di Montaubion-Chardonney, Peney-le-Jorat, Sottens e Villars-Tiercelin per formare il nuovo comune di Jorat-Menthue.

### Simboli
I colori rosso e verde di questo stemma sono quelli dell'ex capoluogo di distretto, Moudon. Uno scaglione ondato rovesciato d'argento rappresenta la confluenza dei fiumi Mérine e Neyrevaux; un abete d'oro simboleggia i rigogliosi boschi della zona.

## Monumenti e luoghi d'interesse
- Chiesa riformata di San Pietro[1].

## Società

### Evoluzione demografica
L'evoluzione demografica è riportata nella seguente tabella:
Abitanti censiti

## Amministrazione
Ogni famiglia originaria del luogo fa parte del cosiddetto comune patriziale e ha la responsabilità della manutenzione di ogni bene ricadente all'interno dei confini della frazione.